# Krameriata bredoi
Krameriata bredoi är en insektsart som beskrevs av Irena Dworakowska 1977. Krameriata bredoi ingår i släktet Krameriata och familjen dvärgstritar.
Artens utbredningsområde är Kongo-Kinshasa. Inga underarter finns listade i Catalogue of Life.